# Cratere Bagnoles
Bagnoles è un cratere sulla superficie di Gaspra.